# New Funky Nation
Albums de Boo-Yaa T.R.I.B.E.
Doomsday
(1994)
Singles
1. Psyko Funk
Sortie : 1990

New Funky Nation est le premier album studio de Boo-Yaa T.R.I.B.E., sorti le 5 mars 1990.
L'album, aux résonances funk, comme la plupart des autres albums de rap de l'époque, s'est classé 33e au Top R&B/Hip-Hop Albums et 117e au Billboard 200.

## Liste des titres
| No  | Titre                | Contient un (des) sample(s) de | Durée |
| --- | -------------------- | --- | ----- |
| 1.  | Six Bad Brothers     | N.T. de Kool & The Gang | 5:00  |
| 2.  | Rated R              | It's Yours de T La Rock et Jazzy Jay | 5:12  |
| 3.  | Don't Mess           | Don't Mess With People de Mandrill | 5:12  |
| 4.  | New Funky Nation     | | 5:57  |
| 5.  | Once upon a Drive-By | | 5:50  |
| 6.  | T.R.I.B.E.           | Sun Is Here de Sun | 3:50  |
| 7.  | Walk the Line        | | 6:04  |
| 8.  | R.A.I.D.             | Raid de Lakeside | 4:27  |
| 9.  | Psyko Funk           | Boogie Shoes de KC and the Sunshine Band Reach Out of the Darkness de Friend & Lover I'm Chief Kamanawanalea (We're the Royal Macadamia Nuts) des Turtles Aqua Boogie (A Psychoalphadiscobetabioaquadoloop) de Parliament Funky Drummer de James Brown | 4:19  |
| 10. | Riot Pump            | | 5:13  |
| 11. | Pickin' up Metal     | | 5:16  |